# ألفريد برينغشيم
ألفريد برينغشيم (2 سبتمبر 1850 - 25 يونيو 1941) عالم ألماني في الرياضيات ومحب للفن. ولد في أوهلاو، سيليزيا البروسية (الآن أواوا، بولندا) ومات في زيورخ، سويسرا.

## عائلتة ومهنتة

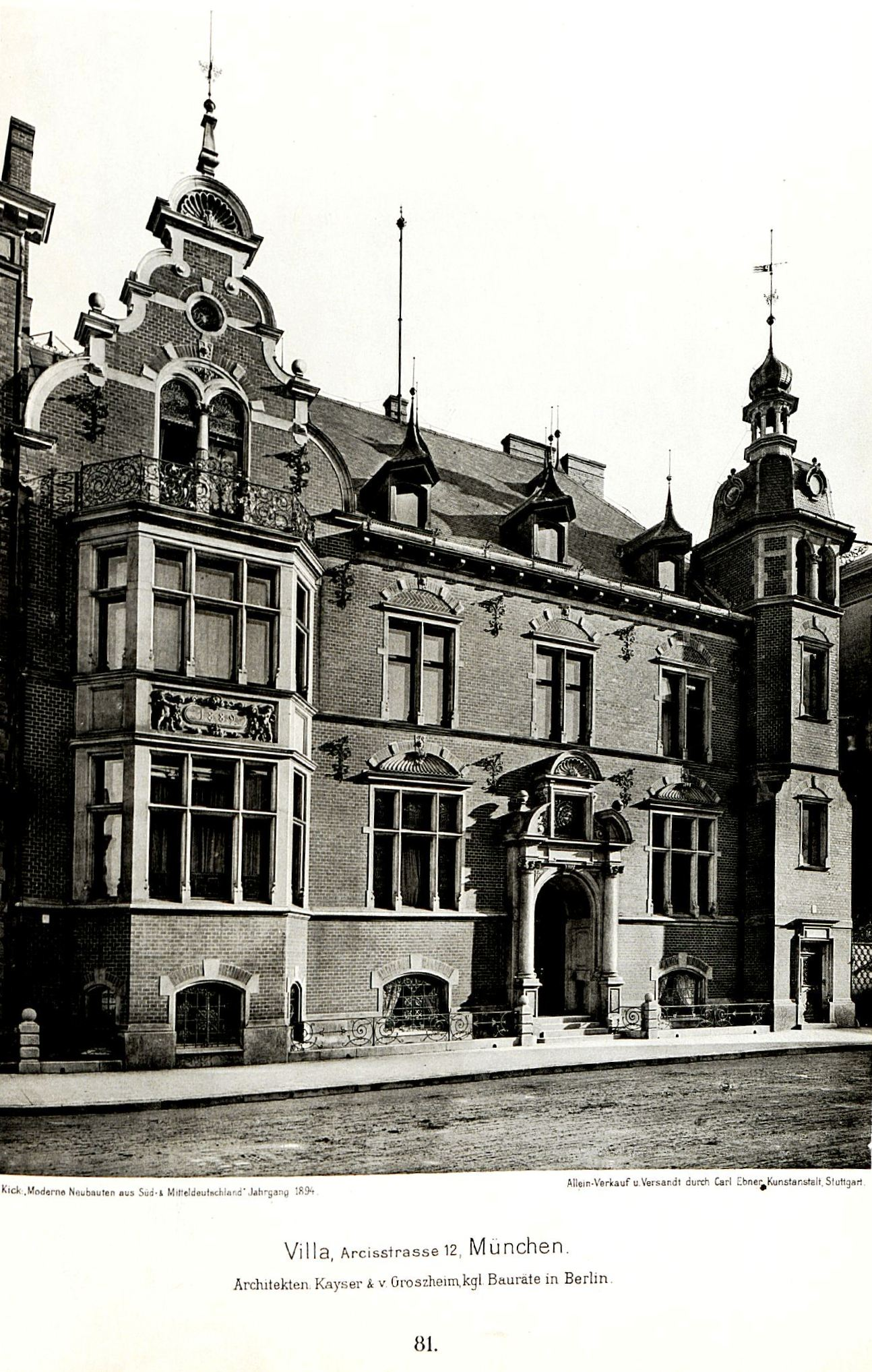
انتقل إلى "قصر برينغشيم" في 12 شارع أرسيس بميونيخ عام 1889.

جاء برينغشيم من عائلة تجارية من سيليزيا ثرية للغاية ذات جذور يهودية. كان الطفل البكر والابن الوحيد لرائد أعمال السكك الحديدية ومالك مناجم الفحم في سيليزيا العليا رودولف برينغشيم (1821-1901) وزوجته باولا، ني دويتشمان (1827-1909). كان لديه أخت صغيرة، إسمها مارثا.
درس برينغشيم في مدرسة ماريا ماجدلينا للرياضيات في بريسلاو، حيث برع في الموسيقى والرياضيات. وابتداءً من عام 1868 درس الرياضيات والفيزياء في برلين وفي جامعة روبريخت كارل في هايدلبرغ. في عام 1872 حصل على درجة الدكتوراه في الرياضيات، حيث درس تحت إشراف ليو كونيجسبيرجر. في عام 1875، انتقل من برلين، حيث عاش والديه. بعد ذلك بعامين أصبح محاضرًا في جامعة لودفيغ ماكسيميليان في ميونيخ.
في عام 1886 تم تعيين برينغشيم أستاذاً مشاركاً للرياضيات هناك، وفي عام 1901 تقاعد أستاذاً فخرياً في عام 1922. انتخب عضوًا في الأكاديمية البافارية للعلوم في عام 1898، وهو المنصب الذي شغله حتى عام 1938، وكان عضوًا مناظرًا في أكاديمية غوتنغن للعلوم. كما حصل على عضوية الأكاديمية الألمانية للعلوم - ليوبولدينا، أقدم أكاديمية في ألمانيا للعلوم الطبيعية.
اعتبر برينغشيم نفسه مواطنًا ألمانيًا لم يعد يتبع «المعتقد الموسوي» (بمعنى اليهودية المحافظة أو الأرثوذكسية). رفض مرارا أن يعتمد هو نفسه.
في عام 1878، تزوج برينغشيم من الممثلة البرلينية جيرترود هيدويغ آنا دوم (1855-1942)، التي كانت والدتها المدافعة الشهيرة عن حقوق المرأة في برلين هيدويغ دوم (1831-1919). كان لديهم خمسة أطفال: إريك (مواليد 1879)، بيتر (مواليد 1881)، هاينز (مواليد 1882) وتوأم ولدوا في عام 1883، كلاوس وكاثرينا، المعروفين باسم كاتيا. تم نفي ابنه البكر، إريك، إلى الأرجنتين بسبب حياته الفاسدة وديون القمار وتوفي هناك في سن مبكرة. تبعه أبناؤه بيتر وكلاوس في متابعة حياتهم الأكاديمية وحصلوا على أستاذية في الفيزياء والتأليف الموسيقي. كان أحد الموسيقيين في العائلة كافياً، لذلك أصبح ابنه الثالث، هاينز، عالم آثار حاصل على درجة الدكتوراه في هذا المجال، لكنه سرعان ما غير مساره، ليصبح قائدًا وناقدًا ناجحًا في برلين وميونيخ. كانت ابنته كاتيا أول امرأة في ميونيخ تحصل على مؤهلات القبول الجامعي وكانت واحدة من أوائل الطالبات الناشطات في جامعة ميونيخ. أصبحت فيما بعد زوجة المؤلف توماس مان الحائز على جائزة نوبل.
في عام 1889، انتقل برينغشيم وعائلته إلى فيلا من عصر النهضة الجديدة في ميونخ تم استضافة نخبة ميونيخ هناك فيما كان يعرف باسم قصر برينغشيم.
إلى جانب الرياضيات، كان برينغشيم أيضًا منذ شبابه مشغولًا بشكل مكثف بالموسيقى، وقام بتكييف مؤلفات مختلفة لريتشارد فاجنر للبيانو. أصبح لاحقًا مهتمًا بنظرية الفن وتاريخه، وقام بتكوين مجموعات مهمة من الخزف واللوحات الخزفية المصنوعة من خزف الميوليكا.
في روايته «صاحب السمو الملكي»، صور توماس مان والد زوجته على أنه شخصية صموئيل سبولمان.

## إنجازاتة في الرياضيات
في التحليل الرياضي، درس برينغشيم الأرقام الحقيقية والمعقدة، متبعًا نهج متسلسلة قوى (الحدود والمفكوكات) - ونهج مدرسة كارل فايرشتراس. نشر برينغشيم العديد من الأعمال حول موضوع التحليل المركب، مع التركيز على نظرية الجمع للسلسلة اللانهائية والسلوك الحدودي للوظائف التحليلية.
واحدة من النظريات برينغشيم، وفقا ل هادمارد ثبت في وقت سابق من قبل E. بوريل، الدول أن سلسلة السلطة مع عوامل موجبة ونصف قطرها من التقارب يساوي 1 لديها بالضرورة التفرد في النقطة (1). تُستخدم هذه النظرية في التوافقية التحليلية ونظرية بيرون-فروبينيوس للمشغلين الموجبين على فراغات متجهية مرتبة. 
نظرية أخرى سميت على اسم برينغشيم تعطي معيارًا تحليليًا لوظيفة C∞ على فاصل زمني محدد، بناءً على سلوك نصف قطر تقارب توسع تايلور حول نقطة من الفترة. ومع ذلك، فإن إثبات برينغشيم الأصلي كان به عيب (يتعلق بالتقارب المنتظم)، وقد قُدم الدليل الصحيح بواسطة رالف ب. بواس. 
أثبت برينغشيم وإيفان شليزينسكي، بالعمل بشكل منفصل، ما يسمى الآن نظرية برينغشيم وإيفان شليزينسكي حول تقارب بعض الكسور المستمرة.

## التعارف مع عائلة فاغنر
كان لدى برينغشيم اهتمام مبكّر وعميق بالموسيقى وكان مفتونًا بشكل خاص بأعمال ريتشارد فاجنر. لقد تراسل مع فاجنر شخصيًا، الذي أخذ رسائله معه عندما ذهب إلى المنفى إلى سويسرا. أدت ميوله الموسيقية إلى نشر العديد من الترتيبات لعمل فاجنر، وكتب أيضًا عن مواضيع في مجال الموسيقى.

## الوضع المالي والاضطهاد النازي
تركت ثروة عائلته برينغشيم رجلاً ثريًا. كما كان لديه دخل شهري كبير كأستاذ جامعي في الجامعة. بعد وفاة كبير الأسرة عام 1913، كانت تحت تصرفه أصولًا تصل إلى 13 مليون مارك ودخل سنوي قدره 800 ألف مارك، وهو ما يعادل اليوم 10.5 مليون يورو.
بدأ التدهور المالي لبرينغشيم مع الحرب العالمية الأولى. بصفته «وطنيًا ألمانيًا»، اشترك في قروض الحرب التي فقدت قيمتها الاسمية بعد الحرب، مما يعني خسارة جزء كبير من رأس ماله. أدى التضخم الكارثي في عامي 1923 و 1924 إلى خسائر كبيرة إضافية. نتيجة لذلك، اضطر إلى بيع جزء من مجموعته الفنية.
بسبب عمره (كان في منتصف الثمانينيات من عمره) لم يرغب في السفر إلى الخارج، كما فعل معظم أفراد أسرته، وبقي في ألمانيا. عندما بدأ اضطهاد السكان اليهود ومصادرة ممتلكاتهم، أجبرته واحدة من العديد من النصوص المعادية للسامية في التشريع النازي، والتي دخلت حيز التنفيذ في 1 يناير 1938، على تغيير اسمه بشكل قانوني إلى ألفريد أسرائيل برينغشيم في سن 87. ولم يُسمح له بمغادرة البلاد.
وكان لابد من بيع منزل برينغشيم للحزب النازي. تم هدمه واستبداله بمبنى إدارة الحزب. خُزنت ملفات جميع أعضاء الحزب النازي الألماني هناك حتى عام 1945. وتضم اليوم معهد تاريخ الفن في جامعة ميونيخ (LMU) ومكاتب مجموعة ولاية ميونيخ للآثار
توفي برينغشيم في 25 يونيو 1941 في زيورخ. ومن الواضح أن زوجته أحرقت جميع المتعلقات الشخصية التي تم إحضارها إلى سويسرا، وقد. ماتت بعده بعام واحد.

## أفلام
- فراو توماس مان، سيناريو الفيلم والمخرج: بيرجيت كينزل، البث الأول: ARD ، 9 أغسطس 2005
- مان - رواية القرن، سيناريو الفيلم: هورست كونيغشتاين وهاينريش بريلور، المخرج: هاينريش بريلور، WDR 2001

## روابط خارجية
- O'Connor, John J.; Robertson, Edmund F., "Alfred Pringsheim", MacTutor History of Mathematics archive, University of St Andrews.